# Angélique du Courdray
Angélique du Courdray, också känd som Marguerite le Boursier, född 1712, död 1795, var en fransk barnmorska och författare. 
du Curdray utbildade sig vid Hotel Dieu och tog examen 1740. Hon uppges vara en av de första barnmorskorna i Frankrike som inriktade sig på seriös kirurgisk forskning kring förlossningar. Hon fick tillstånd att undervisa i alla Frankrikes provinser och ska ha haft omkring 4 000 elever. År 1780  organiserade hon en kurs i förlossningskonst i Alfort. Hon bedrev sin undervisning med en utstoppad modell av den nedre delen av en kvinnotorso som hon tillverkade av trä, läder och ett äkta bäckenben och klädde med tyg. Modellens slida kunde röras med hjälp av trådar och vätskor som simulerade blod och fostervatten kunde kramas ur en svamp. Fostret var fäst vid modellen med en navelsträng. Hon kallade sin skapelse La Machine ("Maskinen").

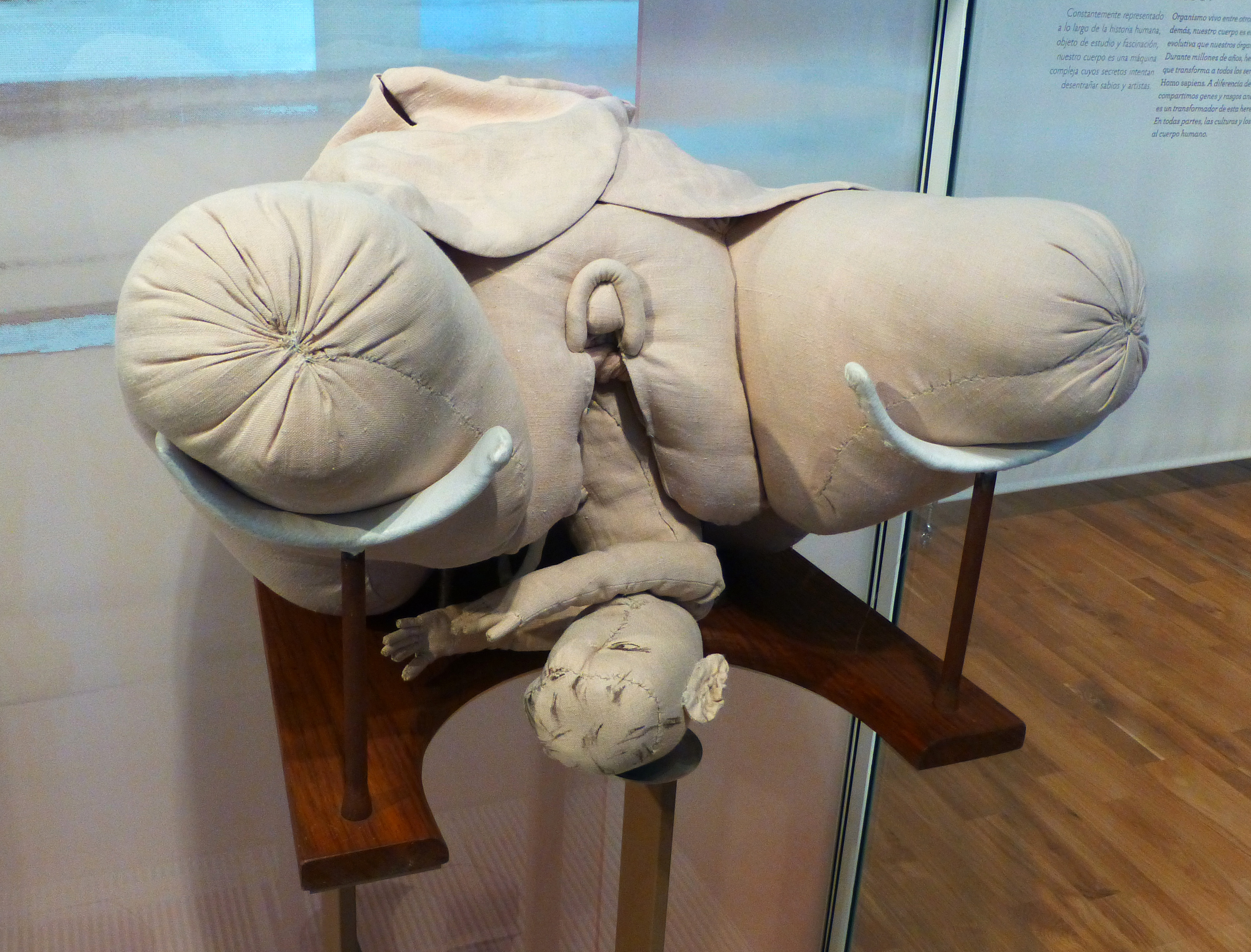
"Maskinen".

du Coudray utsattes för stor kritik av avundsjuka inom den medicinska världen, men hennes anseende var stort. Hon tillkallades då patienter hade skadats av hennes kolleger, och fick kyrkans tillstånd att döpa nyfödda, något som var mycket ovanligt för en kvinna. 
År 1759 utgav hon Abrégé de l’art des accouchement, en enkel handbok i barnafödande. Eftersom många av hennes kollegor inte kunde läsa och skriva illustrerade hon den med färglagda bilder som också visade barnmorskans handgrepp. Tanken var att den skulle användas i fält av barnmorskor som hade utbildats på "Maskinen".